# Janne Lucas
Janne Lucas, egentligen Jan Lars Persson, född 3 oktober 1947 i Göteborgs Gamlestads församling, Göteborgs och Bohus län, är en svensk pianist och sångare, som hade flera listframgångar i Sverige under 1970- och 80-talen.

## Karriär
Tillnamnet Lucas kommer från det popband i Göteborg, där han var pianist och sångare i slutet av 1960-talet. Popbandet Lucas vann Sveriges Radios popbandstävling 1967 och nådde samma år en fjärdeplats i Tio i topp med melodin "Anti-Social Season". Innan dess hade Moody Bluescovern "Go Now" gått in på topplistorna. 
Lucas kom tvåa med "Växeln hallå" i Melodifestivalen 1980. Året därpå deltog han med melodin "Rocky Mountain", som kom på tredje plats av fem tävlingsmelodier. Han bodde även på Guldheden i några år. 
Lucas var under flera år pianist i frågesportprogrammet Vi i femman och spelade många olika instrument som illustration till programmets musikfrågor. 
Lucas ackompanjerade sånggruppen Noviserna under en tid, där Anna-Lisa Cederquist deltog.

## Diskografi

### Album
- 1977 – Ad Lib
- 1978 – Born To Rock
- 1978 – Solfeggietto
- 1981 – Rocky Mountain
- 1982 – Boeves Psalm
- 1988 – White Christmas

### Singlar
- 1980 - Ballade for Britta / Repent Valpurgis
- 1981 - Rocky Mountain / Dallas

### Övrigt
- 1975 - Ett steg till - Pugh & Rainrock (livealbum med Pugh Rogefeldt och Ola Magnell)